# Щеврик пампасовий
Щеврик пампасовий (Anthus chii) — вид горобцеподібних птахів родини плискових (Motacillidae).

## Поширення
Він поширений в Аргентині, Болівії, Бразилії, Чилі, Колумбії, Гвіані, Гаяні, Панамі, Парагваї, Перу, Суринамі, Уругваї і Венесуели. Його природними місцями проживання є помірні луки, субтропічний або тропічний сезонно вологі або затоплені низовинні луки і пасовища.

## Опис
Тіло завдовжки близько 13 см, вага — 18 г.